# Polydiexodininae
Polydiexodininae es una subfamilia de foraminíferos bentónicos de la familia Schwagerinidae, de la superfamilia Fusulinoidea, del suborden Fusulinina y del orden Fusulinida. Su rango cronoestratigráfico abarca el Kunguriense (Pérmico superior).

## Discusión
Clasificaciones más recientes incluyen Polydiexodininae en la superfamilia Schwagerinoidea, y en la subclase Fusulinana de la clase Fusulinata.

## Clasificación
Polydiexodininae incluye a los siguientes géneros:
- Eopolydiexodina †
- Polydiexodina †
- Skinnerina †

Otro género considerado en Polydiexodininae es:
- Bidiexodina, aceptado como subgénero de Eopolydiexodina, es decir, Eopolydiexodina (Bidiexodina)